# Calyptomyrmex brunneus
Calyptomyrmex brunneus (лат.) — вид мелких муравьёв рода Calyptomyrmex из подсемейства Myrmicinae (Formicidae). Африка (Зимбабве, Кения, ЮАР).

## Описание
Мелкие муравьи, длина тела около 2 мм. От других африканских видов рода отличается длинными зубцами клипеальной вилки, их внешние края не сильно наклонёны наружу (у близкого вида Calyptomyrmex claviseta они короткие, сильно наклонены наружу), а также тем, что постпетиоль шире петиоля. Основная окраска тела коричневого цвета. Голова и тело покрыты чешуевидными волосками. Проподеум угловатый, но без явных шипиков. Глаза мелкие (менее 15 омматидиев). На голове развиты глубокие усиковые бороздки, полностью вмещающие антенны. Усики самок и рабочих 12-члениковые с булавой из 3 вершинных члеников (у самцов усики 12-члениковые, но без булавы). Максиллярные щупики 2-члениковые, нижнечелюстные щупики из 2 члеников. Наличник широкий с двулопастным выступом (клипеальная вилка). Стебелёк между грудкой и брюшком состоит из двух члеников: петиолюса и постпетиолюса (последний четко отделен от брюшка), жало развито, куколки голые (без кокона). Петиоль, постпетиоль и брюшко пунктированные. Вид был впервые описан в 1948 году африканским энтомологом Джорджем Арнольдом (George Arnold, 1881—1962), первым крупным исследователем муравьёв Южной Африки (директором Национального музея Южной Родезии в Булавайо), а его валидный статус подтверждён в ходе ревизии в 1981 году английским мирмекологом Барри Болтоном (B.Bolton, British Museum (Natural History), Лондон, Великобритания).